# Marta Temido
Marta Alexandra Fartura Braga Temido de Almeida Simões, dit Marta Temido, née le 2 mars 1974 à Coimbra, est une femme politique portugaise, membre du Parti socialiste (PS). 
De 2018 à 2022, elle est ministre de la Santé.

## Biographie
Elle est diplômée en droit de l'université de Coimbra et possède un doctorat de l'université de Lisbonne en santé internationale. Le 15 octobre 2018, elle est nommée ministre de la Santé du Portugal par le Premier ministre António Costa.
En 2024, elle est élue députée européenne.